# Tajeli Salamat
Tajeli Salamat (* 7. Februar 1994 in Singapur), mit vollständigen Namen Tajeli Bin Salamat, ist ein singapurischer Fußballspieler.

## Karriere

### Verein
Tajeli Salamat erlernte das Fußballspielen in der National Football Academy in Singapur. Von 2012 bis 2013 stand der bei den Young Lions unter Vertrag. Die Young Lions sind eine U23-Mannschaft, die 2002 gegründet wurde. In der Elf spielen U23-Nationalspieler und auch Perspektivspieler. Ihnen soll die Möglichkeit gegeben werden, Spielpraxis in der ersten Liga zu sammeln. Für die Lions absolvierte er zwanzig Erstligaspiele. 2014 wechselte er zum Ligakonkurrenten Balestier Khalsa. Mit dem Verein stand er im Finale des Singapore Cup, das man gegen Home United mit 3:1 gewann. Wo er 2015 gespielt hat, ist unbekannt. 2016 stand er wieder bei den Young Lions unter Vertrag. Für Balestier Khalsa spielte er 2017. Der Warriors FC, ebenfalls ein Erstligist, nahm ihn 2018 unter Vertrag. Hier spielte er bis Ende 2019. Die Lion City Sailors verpflichteten ihn Anfang 2020. 2021 feierte er mit den Sailors die singapurische Meisterschaft. Im Februar 2022 gewann der mit den Sailors den Singapore Community Shield. Das Spiel gegen Albirex Niigata (Singapur) gewann man mit 2:1. Anfang Juni 2022 wechselte er auf Leihbasis bis Saisonende zum Ligakonkurrenten Geylang International. Nach Ende der Ausleihe kehrte er nicht zu den Sailors zurück. Im Januar 2023 unterschrieb er einen Vertrag beim ebenfalls in der ersten Liga spielenden Tanjong Pagar United.

### Nationalmannschaft
Tajeli Salamat spielte 2019 zweimal für die singapurische U22-Nationalmannschaft. Sein Debüt für die singapurische Nationalmannschaft gab er am 11. November 2021 in einen Freundschaftsspiel gegen Kirgisistan. Bei der 2:1-Niederlage im Dolen-Omursakow-Stadion in der kirgisischen Hauptstadt Bischkek. Hier stand er in der Startelf und wurde in der 66. Minute gegen Nazrul Nazari ausgewechselt.

## Erfolge
Balestier Khalsa
Singapore Cup: 2014
Lion City Sailors
- Singapurischer Meister: 2021
- Singapore Community Shield: 2022